# Dendropsophus cerradensis
Dendropsophus cerradensis är en groddjursart som först beskrevs av Marcelo Felgueiras Napoli och Ulisses Caramaschi 1998.  Dendropsophus cerradensis ingår i släktet Dendropsophus och familjen lövgrodor. IUCN kategoriserar arten globalt som otillräckligt studerad. Inga underarter finns listade i Catalogue of Life.